# HD158261
HD158261 — хімічно пекулярна зоря спектрального класу A1, що має видиму зоряну величину в смузі V приблизно  5,9.
Вона  розташована на відстані близько 280,4 світлових років від Сонця.

## Фізичні характеристики
Зоря HD158261 обертається 
порівняно повільно 
навколо своєї осі. Проєкція її екваторіальної швидкості на промінь зору становить  Vsin(i)= 17км/сек.